# The Stolen Paradise

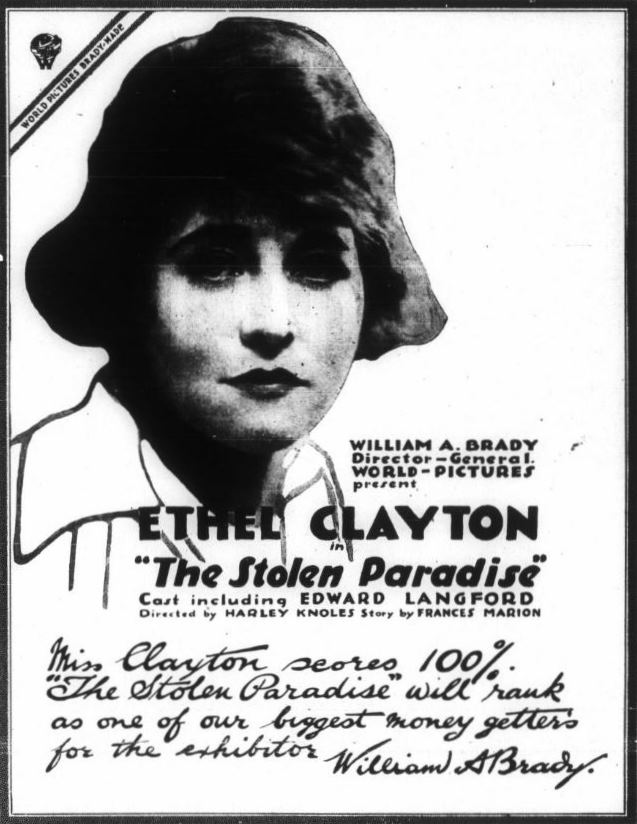
Annonce pour le film dans Variety.

The Stolen Paradise est un film américain réalisé par Harley Knoles, sorti en 1917.

## Synopsis
David Clifton perd la vue en sauvant Katharine Lambert, la fille qu'il aime, d'un incendie. Ne se souciant pas de David, Katharine poursuit sa vie tandis que Joan Merrifield, qui l'aime, prend sa place à son chevet. Ignorant que Joan se soucie réellement de lui, David l'épouse et c'est grâce à son soutien et à sa coopération qu'il devient un auteur célèbre. Après avoir retrouvé la vue, David est surpris d'apprendre l'identité de sa femme. Il est cependant satisfait, jusqu'à ce que Katharine s'ennuie de son mari, Kenneth Brooks. L'ancien amour de David pour Katharine revient, et Joan, le cœur brisé, n'offre que peu de résistance jusqu'à ce que Kenneth jure de tuer Katharine s'il apprend qu'elle est infidèle. Joan utilise son intelligence pour dissuader Kenneth, et le drame est évité.

## Fiche technique
- Réalisation : Harley Knoles
- Scénario : Frances Marion
- Producteur : William A. Brady
- Photographie : Arthur Edeson
- Genre:  Drame[1]
- Production : Peerless Pictures
- Durée : 50 minutes
- Date de sortie : 18 juin 1917

## Distribution
- Ethel Clayton : Joan Merrifield
- Edward Langford : David Clifton
- Pinna Nesbit : Katharine Lambert
- George MacQuarrie : Kenneth Brooks
- Robert Forsyth : Doctor Crawley
- George Cowl : Basil Cairns
- Lew Hart : Jonathan Merrifield
- Edward Reed : Marquette
- Edwin Roe : Docteur Martin
- Ivan Dobble : Jacques Rigard
- Ed Brady : Leroux